# KHWG (AM)
KHWG (750 AM) es una emisora estadounidense de radio que emite música de Country clásico. Tiene su sede en Fallon (Nevada) y es propiedad de Media Enterprises, LLC. La estación opera en la frecuencia de 750 kHz con una potencia de 10.000 Vatios.
KHWG consiguió la aprobación de la Comisión Federal de Comunicaciones para ocupar su nueva frecuencia el 1 de octubre de 2003. Los carteles de "KHWG Miller" en Quincy fueron retirados y reemplazados con los de KBJK.El estudio está ubicado en 1050 West Avenue Williams (U.S. Route 95) en Fallon, Nevada.
Dee Gregory es el actual director general de KHWG y también locutor de 3 a 6 p. m. hora local